# Affaire Bodourian
L'Affaire Bodourian débute au printemps 1971, lorsque Roger Bodourian, distributeur indépendant de produits pétroliers à Marseille, accuse les huit principales compagnies pétrolières opérant en France de l’avoir contraint à liquider sa société après qu'elles se sont entendues pour emporter, qui plus est à un prix supérieur au sien, un marché d’approvisionnement en fuel domestique de la ville de Marseille. Il déclenche ainsi un processus médiatique, judiciaire et politique, dont le retentissement est national et se prolonge pendant douze ans pour se terminer le 1er juillet 1983 par la condamnation de trente dirigeants du secteur pétrolier pour « coalition illicite » et « entraves à la liberté des enchères ».

## Cadre juridique de la distribution des produits pétroliers en France depuis 1928
En France, l’importation et le raffinage du pétrole brut, la distribution des produits pétroliers issus de la transformation du brut en France ou importés sont encore régis en 1971 par la  loi du 30 mars 1928
 qui place toutes ces opérations techniques et commerciales sous l’autorité de l’État. Cette loi dispose que l’État délégue à des entreprises, privées ou publiques, le droit de pratiquer ces différentes opérations. Cette délégation se fait dans le cadre d’autorisations (d’importer, d’exploiter, de distribuer,…) valables 3, 10 ou 20 ans. Entre deux vagues de renouvellement d’autorisations il appartient aux compagnies pétrolières opérant sur le sol français de procéder entre elles aux ajustements et transferts nécessités par les conditions d’approvisionnement en brut et les fluctuations des performances techniques des installations des unes et des autres.

« Il n’est point surprenant, après cela, que les compagnies, mises dans l’impossibilité de se concurrencer sur le plan des quantités qu’elles sont autorisées à vendre, ne se concurrencent point non plus (tout au contraire) en matière de prix : pourquoi le feraient-elles puisqu’une compagnie qui vendra moins cher qu’une autre n’aurait pas pour autant droit à une part du marché plus grande que celle qui lui est attribuée d’office ? De même, dans la distribution des carburants, l’administration répartit l’implantation des nouvelles stations-service, fixe au centime près les prix de vente à la pompe, contrôle les produits qui sont d’ailleurs presque identiques puisque les raffineries desservent indistinctement les stations des différentes marques qui sont dans leur zone géographique. »

## Bodourian est sorti du marché en 1970
Roger Bodourian est l’un des co-gérants de la SAGIP (Société d’Approvisionnement et de Groupement industriel et pétrolier), distributeur indépendant marseillais de produits pétroliers à la tête de plusieurs petites filiales, comme par exemple la Sté Combustibles et carburants de France (CCF), apparemment spécialisées par marchés (privés, publics) et produits (lubrifiants, carburants, fuel domestique, etc.). La SAGIP, dans son rôle de grossiste, s’approvisionne directement soit auprès des filiales de distribution des grandes sociétés qui lui consentent une remise sur les prix de marché, soit sur le marché libre, comme importateur de carburant. Pour arracher des commandes locales importantes, la SAGIP peut, comme tout négociant, rogner sur sa propre marge et proposer un prix légèrement inférieur au prix  du marché.
En août 1970, la mairie de Marseille lance un appel d’offres pour l’achat de 12 000 m3 de fuel domestique. La société CCF, filiale de SAGIP, dépose son offre dont elle sait qu’elle est inférieure à celle de Shell, la seule des grandes sociétés à avoir soumissionné conformément à un accord avec ses consœurs. Cependant le 18 septembre, Shell, malgré le surprix, emporte quand même le marché, car CCF a  retiré son offre. Ce retrait est toutefois la conséquence du chantage opéré par Rhin-et-Rhône, filiale de distribution des grands groupes pétroliers dans le Sud-est, qui tire argument des tensions sur les approvisionnements pour annoncer à CCF que si elle se maintient sur cet appel d’offres municipal, elle ne pourra pas compter sur des livraisons pour ses autres clients. Quelques jours après l’attribution du marché, le directeur de CCF dévoile à Gaston Deferre, maire de Marseille qu’il a été contraint de retirer son offre sous la pression des grandes sociétés, toutes d’accord pour imposer à la municipalité un prix plus élevé que le sien. Le 22 septembre 1970 se tient à l'hôtel Novotel de Marignane une réunion regroupant toutes les grandes sociétés pétrolières qui suggèrent de sortir Bodourian du marché après les révélations du directeur de sa filiale à G. Deferre. Il leur suffit pour cela de réduire drastiquement les remises et ristournes consenties à la SAGIP et de lui réclamer le règlement des factures en souffrance. C’est le 18 novembre 1970, lors du conseil de l’UCSIP (Union des Chambres syndicales des industries du pétrole), que cette suggestion est entérinée par tous les dirigeants des grandes sociétés.

## Plaintes et ouverture des enquêtes contre les pétroliers
Le 28 avril 1971, R. Bodourian, dont la société SAGIP de produits pétroliers vient d’être mise en liquidation, dépose une première plainte, administrative, à la Direction du Commerce intérieur et des prix du Ministère des Finances contre les huit principales compagnies pétrolières opérant en France, pour « entente illicite en vue d’augmenter les prix, obstruction à la liberté de soumissionner et refus de vente ».
Quelques semaines plus tard, le 2 juin, R. Bodourian dépose auprès du parquet de Marseille une nouvelle plainte, judiciaire cette fois, avec constitution de partie civile, à l’encontre des mêmes sociétés. Il étaye sa plainte de la photocopie du procès-verbal de la réunion du 22 septembre, preuve selon lui de l’entente entre les compagnies et de leur volonté de l’éliminer du marché. Se joint à R. Bodourian pour déposer plainte, l’un de ses clients, M. Louis Porcier, propriétaire de plusieurs stations services dans les Hautes-Alpes. Une instruction est ouverte au Tribunal de Marseille confiée au juge Loques, doyen des juges d'instruction, le substitut Ceccaldi étant chargé quelques jours plus tard de suivre le dossier au nom du Parquet.
En juillet 1971, le ministre des Finances et des affaires économiques, Valéry Giscard d’Estaing, saisit la Brigade nationale d'Enquête de la Direction de la concurrence et des prix. Après de longues investigations et plusieurs perquisitions aux sièges des compagnies pétrolières et de leurs filiales, le directeur de la Direction nationale des enquêtes du ministère de finances remet au ministre en novembre un rapport dans lequel il précise que les marchés publics de fournitures de fuel de chauffage concernant nombre de collectivités (écoles de Marseille, H.L.M. des Basses-Alpes, H.L.M. de Marseille, etc.) ne font pas l’objet de soumissions régulières, attribuées aux offres les plus avantageuses, mais sont régies par des accords secrets de partage préalable des marchés entre les compagnies.

## Le rôle de Valéry Giscard d’Estaing, ministre des finances
Le 3 mars 1972, V. Giscard d’Estaing saisit la Commission des ententes. Celle-ci prend son temps pour instruire le volumineux dossier. Finalement après deux réunions conclusives les 9 et 15 février 1973 elle transmet au ministre son rapport, lequel, tout en reconnaissant le caractère illicite des ententes, précise qu'elles sont le fruit de la situation administrative créée par la loi de 1928 et l'ordonnance du 30 juin 1945 relative à la fixation des prix par l'Administration et ne pouvaient être ignorées de la Direction des carburants (DICA) du ministère de l'industrie, trois sociétés étatiques Antar, Elf et Total y étant impliquées. La commission propose au ministre de ne pas appliquer l'article 412 du Code pénal, à condition que les sociétés cessent ces pratiques illicites. Elle suggère qu’un code de  bonne conduite soit rédigé avant le 1er octobre 1973 pour préciser les modalités « d’application des règles de concurrence dans le secteur de la distribution des produits pétroliers finis ». Entretemps, en juin 1973, le ministre des finances prend la main sur la fixation du prix des produits pétroliers au détriment du Ministère de l’industrie dont la DICA ne sera plus désormais qu’un relais de propositions vers la Direction des prix de la rue de Rivoli.
Le 28 septembre 1973, le ministre des finances signe avec les représentants des huit sociétés pétrolières (Antar, BP, Elf, Esso, Fina, Mobil, Shell, Total) un protocole secret par lequel l’État renonce provisoirement aux poursuites pénales pour entente et précise les nouvelles modalités de concertation entre sociétés dans le respect de la législation « afin de sauvegarder conjointement le jeu de la concurrence et la réalisation des objectifs de la politique pétrolière française »,.
Le secret n’est pas gardé longtemps. En février 1974 l’existence du pacte est révélée, peut-être plus pour nuire à Valéry Giscard d’Estaing qu’aux sociétés pétrolières dont l’image s’est déjà fortement dégradée depuis trois ans. Il ne faut attendre que quelques jours pour que le Parti communiste place l’affaire sur le plan politique. En effet, le 4 mars 1974, Georges Marchais, son secrétaire général, dépose en son nom propre et au nom des députés de son groupe à l’Assemblée nationale une proposition de résolution tendant à créer une commission d’enquête parlementaire sur les pratiques des sociétés pétrolières en France. Le 27 juin 1974 en séance publique sur proposition de M. Waldeck L'Huillier, rapporteur de la commission des lois, et après débat, l’Assemblée crée « une commission d’enquête parlementaire en vue d’examiner les conditions commerciales, financières et fiscales dans lesquelles les sociétés pétrolières opérant en France approvisionnent le marché français et y assurent la distribution des différents produits pétroliers et sur leurs rapports avec l’État ». La commission, composée de 30 députés tient sa première réunion le 3 juillet 1974. Elle est présidée par Bertrand Denis, député RI de la Mayenne, son  rapporteur est Julien Schvartz, député UDR de la Moselle. Les principales conclusions du rapport sont présentées en exclusivité le 7 novembre 1974 par le journaliste Philippe Simonnot dans Le Monde, cinq colonnes à la Dernière, sous le titre « Les quatre accusations du rapport Schvartz ». Il vient de déclencher une tempête médiatique et politique, connue sous le nom de « Rapport Schvartz ».

## Une épopée judiciaire de douze ans
Deux ans après le premier dépôt de plainte, l'un des journalistes du Monde chargé de suivre l'affaire, constate déjà en février 1973 : « Plaintes et contre-plaintes, communiqués et contre-communiqués rendent la situation particulièrement confuse. ». Mais ce n'est qu'un début car les séquences judiciaires de l'affaire Bodourian se poursuivent et vont s'entremêler encore pendant dix ans devant plusieurs juridictions civiles, commerciales, pénales, administratives, la Cour de Cassation étant également saisie aux fins de statuer sur plusieurs pourvois.
Dès le début de l'année 1973, le juge d’instruction de Marseille inculpe pour entente illicite deux responsables pétroliers de la région, dirigeants de Provence-Mazout et de la Société Rhin-Rhône, représentant à des titres divers les huit grandes compagnies françaises et qui ont été la cause directe de la mise en faillite de Roger Bodourian. Parallèlement le Tribunal de commerce de Marseille fait droit à la requête de R. Bodourian d'obtenir un délai pour présenter à ses créanciers, les compagnies pétrolières, un plan de remboursement différé. Les inculpations de dirigeants et hauts responsables nationaux de l'industrie du pétrole vont s'enchaîner à partir de septembre 1973 date à laquelle huit d'entre eux sont concernés suivis par sept nouveaux inculpés en février 1974. Le 8 février 1974, après avoir obtenu l'accord de sa hiérarchie, le substitut du procureur de la République Etienne Ceccaldi prend des réquisitions tendant à l'inculpation de quarante-trois dirigeants nationaux et régionaux de compagnies pétrolières. Le 4 mars suivant le parquet de Marseille requiert l'inculpation des trente et une personnes qui s'étaient réunies au Novotel de Marignane le 22 septembre 1970 pour prendre des mesures contre les revendeurs libres pour qu'ils réduisent ou cessent leurs activités.
En avril 1974 alors qu'aucune plainte du socialiste Gaston Deferre, maire de Marseille, contre les pétroliers n'est encore révélée, les villes de Martigues, Arles et Amiens, à majorité communiste, portent plainte contre leurs fournisseurs de carburant pour ententes illicites. Ces initiatives judiciaires interviennent le jour même où Georges Marchais, dépose sa résolution de création d'une commission d’enquête parlementaire sur les pratiques des sociétés pétrolières en France (voir ci-dessus la révélation du pacte Giscard-Pétroliers).
Ultérieurement, le substitut Ceccaldi affirmera qu’il avait reçu à ce moment, directement de Jean Lecanuet, ministre de la Justice, l’ordre de prononcer un non-lieu général. Refusant d’obtempérer à une injonction verbale et surtout illégale, il a alors considéré que sa nomination comme procureur à Hazebrouck en 1976 relevait d’une forme de brimade, ce qui justifiait son refus de rejoindre ce poste. Il est blâmé pour ce refus, ce qui soulève une polémique jusqu'à l'Assemblée nationale.
La matière juridique de l'affaire Bodourian est complexe, imbriquant des faits pénalement qualifiés, des éléments de preuve de nature diverses, et des constitutions de partie civile relevant de différentes juridictions réparties sur le territoire français, d’où des questions de procédure qui donnent lieu à des cascades de procès. Ainsi, par exemple, le pourvoi formé contre un arrêt de la chambre d’accusation de la Cour d'appel d'Aix-en-Provence du 18 février 1976 par lequel elle se déclare incompétente pour statuer sur la saisine du juge d’instruction de Marseille par la ville d’Amiens. La Cour de Cassation par un arrêt de sa chambre criminelle du 24 mars 1977, casse l’arrêt du 18 février 1976 et renvoie la cause devant la même juridiction, dans une composition différente.
Finalement, le 1er juillet 1983, douze ans après le dépôt de plainte de R. Bodourian, trente dirigeants de l’industrie pétrolière française sur la cinquantaine de prévenus inculpés en 1973 sont condamnés par la 6ème chambre du Tribunal de Marseille à des d’amendes allant de 5 000 à 300 000 Francs. Ces peines sont automatiquement amnistiables en application de la loi du 16 juillet 1974. Parmi les condamnés se trouvent tous les PDG des grandes compagnies en cause à l’époque des faits dont la plupart n’ont plus d’activité professionnelle. Neuf personnes sont relaxées faute de preuves.
Roger Bodourian, lui-même, et son co-plaignant Louis Porcier s’étaient rapidement retrouvés dans la position de l’arroseur-arrosé. Le principal protagoniste de l’affaire qui porte son nom s’est vu en effet inculpé de banqueroute et d’abus de biens sociaux. Cette mise en cause avait d’ailleurs conduit les compagnies pétrolières à plaider qu’elles n’étaient en aucun cas à l’origine de la déconfiture de la SAGIP en 1971, qui devait en réalité être mise sur le compte d’une gestion personnelle déficiente. Le nom du dénonciateur des pétroliers auprès de Gaston Deferre était aussi apparu en 1975 dans un montage financier élaboré peu avant la mise en liquidation de sa société en 1971. A cette date, sa banque ayant reçu à l’escompte à un ensemble de traites émises par la SAGIP et acceptées par son client et co-plaignant Louis Porcier, préfère se retourner contre ce dernier plutôt que de produire sa créance au syndic de liquidation. Pour honorer sa dette Louis Porcier remet en dation à la banque cinq de ses stations-services. Le même Porcier est surpris en flagrant délit de trafic de faux dollars quatre ans plus tard, écroué et condamné.

## Effets collatéraux
Cette affaire n’atteint pas que les sociétés pétrolières dans leur image voire leur légitimité économique. Les aléas de la carrière du substitut Ceccaldi découlent de la résistance qu'il oppose aux pressions de sa hiérarchie. La révélation du pacte secret entre le Gouvernement et les pétroliers, proposé et signé par Valéry Giscard d’Estaing, entache sa réputation et prend une dimension nationale lorsqu’il se présente à l’élection présidentielle pour succéder à Georges Pompidou décédé subitement le 2 avril 1974. La Presse est également touchée. L’écrivain Jean-Marie Rouart, ayant lu un minuscule entrefilet sur Roger Bodourian, ce revendeur de pétrole de Marseille qui accusait les compagnies pétrolières d’avoir organisées sa faillite, « n’imaginait pas les conséquences que ce fait divers aurait dans [sa] vie » et son départ du Figaro en 1975. Le Gouvernement semble en effet ne pas ménager ses efforts pour décourager les investigations journalistiques sur les ententes entre pétroliers, le pacte Giscard-Pétroliers, l’abandon des poursuites pénales contre leurs dirigeants. Le licenciement de Philippe Simonnot par la direction de son journal Le Monde, même s'il est justifié par la diffusion prématurée du rapport Schvartz, peut être considéré comme un effet collatéral de l'affaire Bodourian, la commission Denis-Schvartz en étant elle-même l'un des prolongements politiques.